# Arnisdale
Arnisdale (Schots-Gaelisch: Àrnasdal) is een dorp op de noordelijke oever van Loch Hourn in de Schotse Hooglanden ongeveer 16 kilometer van Glenelg. In Arnisdale bevindt zich het huis waar Gavin Maxwell zijn autobiografisch werk Ring of Bright Water schreef dat later is verfilmd. 

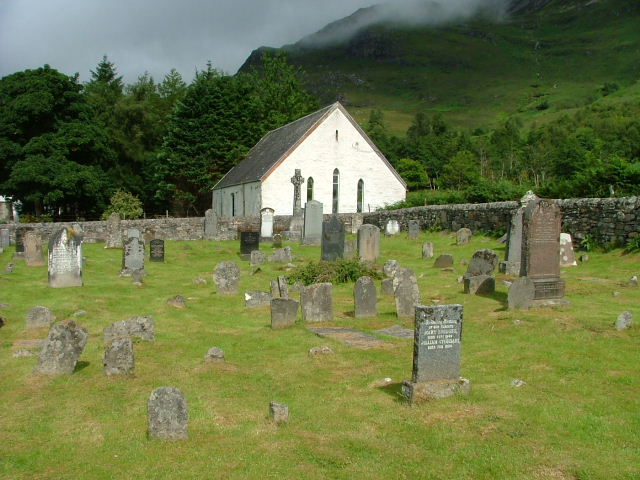
Free Church in Arnisdale

Vanuit Arnisdale vertrekken in de zomermaanden ferry's naar Barrisdale over Loch Hourn.